# Bahnstrecke Mannheim-Waldhof–Mannheim-Sandhofen
Koordinaten: 49° 32′ 6″ N, 8° 27′ 36″ O
| Streckennummer (DB): | 9404                 |                                   |                                   |
| Kursbuchstrecke: | ehem. 245a (1922)    |                                   |                                   |
| Streckenlänge: | 3,87 km              |                                   |                                   |
| Spurweite: | 1435 mm (Normalspur) |                                   |                                   |
| |                      |                                   |                                   |
| \| \| \| von Mannheim Hbf \| \| \| \| 0,00 \| Mannheim-Waldhof \| Mannheim-Waldhof \| \| \| \| \| \| \| \| 1,40 \| Kolonie \| Kolonie \| \| \| \| \| \| \| \| 0,00 \| Mannheim-Waldhof Gbf \| Mannheim-Waldhof Gbf \| \| \| \| nach Frankfurt am Main Stadion \| \| \| \| \| Anschluss SCA Hygiene-Papier GmbH \| \| \| \| \| zum Altrhein \| \| \| \| 2,80 \| Zellstoff \| Zellstoff \| \| \| \| zum Altrhein \| \| \| \| 3,40 \| Mannheim-Sandhofen \| Mannheim-Sandhofen \| \| \| 3,87 \| Sandhofen \| Sandhofen \| \| \| \| \| \| \| Quellen: [1][2] \| \| \| \| |                      |                                   |                                   |
| Strecke |                      | von Mannheim Hbf                  | von Mannheim Hbf                  |
| Bahnhof | 0,00                 | Mannheim-Waldhof                  | Mannheim-Waldhof                  |
| Strecke von links · Abzweig ehemals geradeaus und nach rechts |                      |                                   |                                   |
| Strecke · Haltepunkt / Haltestelle (Strecke außer Betrieb) | 1,40                 | Kolonie                           | Kolonie                           |
| Abzweig geradeaus und von links · Abzweig ehemals geradeaus und von rechts |                      |                                   |                                   |
| Dienststation / Betriebs- oder Güterbahnhof · Strecke | 0,00                 | Mannheim-Waldhof Gbf              | Mannheim-Waldhof Gbf              |
| Strecke nach rechts · Strecke |                      | nach Frankfurt am Main Stadion    | nach Frankfurt am Main Stadion    |
| Abzweig geradeaus und nach rechts |                      | Anschluss SCA Hygiene-Papier GmbH | Anschluss SCA Hygiene-Papier GmbH |
| Abzweig geradeaus und nach links |                      | zum Altrhein                      | zum Altrhein                      |
| ehemaliger Haltepunkt / Haltestelle | 2,80                 | Zellstoff                         | Zellstoff                         |
| Abzweig geradeaus und nach links |                      | zum Altrhein                      | zum Altrhein                      |
| Betriebs-/Güterbahnhof Strecke ab hier außer Betrieb | 3,40                 | Mannheim-Sandhofen                | Mannheim-Sandhofen                |
| Kopfbahnhof Streckenende (Strecke außer Betrieb) | 3,87                 | Sandhofen                         | Sandhofen                         |
| |                      |                                   |                                   |
| Quellen: |                      |                                   |                                   |

Die Bahnstrecke Mannheim-Waldhof–Mannheim-Sandhofen ist eine Nebenbahn in Baden-Württemberg. Sie zweigt im Bahnhof Mannheim-Waldhof von der Bahnstrecke Mannheim–Frankfurt am Main ab und führt auf dem Stadtgebiet von Mannheim nach Mannheim-Sandhofen. Seit der Einstellung des Reiseverkehrs im Jahr 1922 dient die Strecke dem Güterverkehr.

## Geschichte

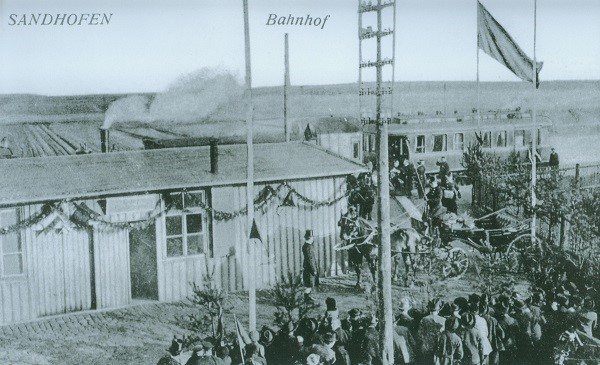
Empfang der Großherzogin Luise von Baden am 17. Juli 1900 am Bahnhof Sandhofen. Mit im Bild: der Salonwagen der Großherzogin

Die Strecke wurde von der Waldhof-Sandhofen AG errichtet, einer 99%igen Tochter der Papierwerke Waldhof (PWA). Die Eisenbahngesellschaft hatte ihren Sitz im Empfangsgebäude des Bahnhofs Sandhofen.
Die Strecke ging im Jahr 1900 in Betrieb, sowohl für Güter- als auch für Personenverkehr. Im letzten Friedensfahrplan 1914 verkehrten hier täglich 15 Personenzugpaare, alle durchgehend von und bis zum Bahnhof Mannheim-Neckarstadt. 1910 wurde Sandhofen nach Mannheim eingemeindet. In der Folge wurde die Mannheimer Straßenbahn bis hierhin verlängert und am 16. Mai 1922 in Betrieb genommen. Die Endhaltestelle lag vor dem Empfangsgebäude des Bahnhofs. Daraufhin wurde der Personenverkehr auf der Strecke zum 1. Dezember 1922 eingestellt, der Güterverkehr erst nach dem Zweiten Weltkrieg.
Die Strecke wird heute als Anschlussbahn betrieben. Dieser Anschluss des Papierherstellers Essity (früher Papierwerke Waldhof-Aschaffenburg bzw. SCA Hygiene Products) umfasst etwa vier Kilometer Gleise. Jährlich werden etwa 8300 Wagen zugestellt, davon etwa 450 mit Chemikalien. Mitte 2003 übernahm den Rangierdienst die MVV-Tochter ConTrain von der Bahngesellschaft Waldhof.

## Streckenbeschreibung
Unmittelbar am Güterbahnhof Mannheim-Waldhof quert die zunächst nach Südwesten verlaufende Strecke die Sonderburger Straße, bevor sie parallel zur Boehringerstraße die B 44 (Frankenthaler Straße) unterquert. Anschließend schwenkt sie nach Nordwesten und folgt in einem Bogen dem nördlichen Rand des Geländes der Papierfabrik, bis sie am Altrhein die Sandhofer Straße erreicht. Dieser folgte sie in nördlicher Richtung bis zum Bahnhof Sandhofen im Bereich der heutigen Straßenbahn-Endschleife.
Das Empfangsgebäude des Bahnhofs war bei der Eröffnung noch nicht fertiggestellt. Seine Aufgabe wurden zunächst von einem hölzernen Provisorium wahrgenommen. Das Empfangsgebäude war später ein zweigeschossiges, stark gegliedertes historistisches Gebäude, dessen Untergeschoss in Bruchstein und dessen Obergeschoss in Fachwerk ausgeführt war. Es wurde 1964 abgerissen. Auf dem Bahnhofsgelände wurde 2008 ein Alten- und Pflegeheim von Avendi Senioren Service errichtet.

## Bahngesellschaft Waldhof
Die Bahngesellschaft Waldhof (GmbH, früher Aktiengesellschaft; kurz BGW) war ein im Schienengüterverkehr tätiges Eisenbahnverkehrsunternehmen aus Mannheim und wurde im Jahr 1900 gegründet. Die BGW hat ab 1997 im Auftrag des Landkreises Hildesheim Hausmüll zur Verbrennungsanlage nach Krefeld transportiert und fuhr damit den ersten Güterzug in Konkurrenz zur Deutschen Bahn AG. Später fuhr sie unter anderem Kalkzüge für die BASF.